# Stanisław Knake-Zawadzki
Stanisław Knake-Zawadzki (ur. 15 lipca 1858 lub 1859 w Gostyninie, zm. 25 października 1930 w Warszawie) – polski aktor teatralny i filmowy, dyrektor teatrów, pedagog.

## Życiorys
Na scenie debiutował ok. 1878 roku w zespole Józefa Teksla. Następnie uczył się w szkole dramatycznej E. Derynga (ok. 1880). W latach 1881–1882 grał w Krakowie, a następnie był członkiem objazdowego zespołu Juliana Grabińskiego, występując m.in. w Płocku i Kaliszu. Następnie (1883-1887) należał do zespołu teatru  poznańskiego, z którym występował m.in. we Wrocławiu oraz Warszawie. W okresie od 1887 do 1889 grał w Lublinie i Puławach, by następnie przenieść się do stolicy, gdzie latem 1889 roku grał w teatrach ogrodowych Alhambra i Wodewil. Następnie, do 1893 roku występował we Lwowie.

W 1893 roku otrzymał angaż do Warszawskich Teatrów Rządowych. Kolejne latach spędził jednak nie w stolicy lecz w Krakowie (z przerwą na sezon 1899/1900, kiedy to występował we Lwowie), grając gościnnie m.in. w Lublinie, Ciechocinku, Piotrkowie Trybunalskim i Sosnowcu. W dniu 1 października 1898 roku otworzył w Krakowie szkołę dramatyczną przy ul. Garbarskiej, którą kierował oraz gdzie wykładał wymowę, deklamację i grę sceniczną.

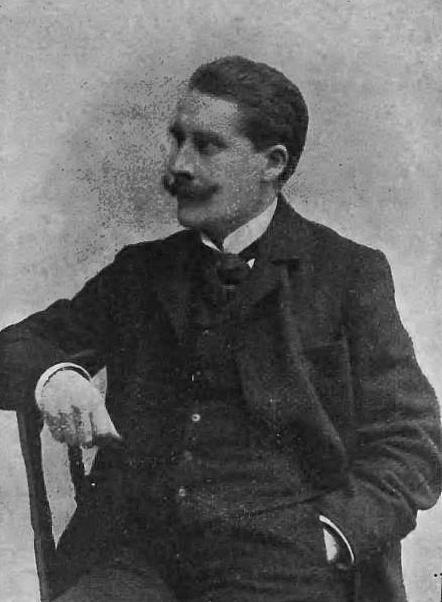
Stanisław Knake-Zawadzki ok. 1905 roku

W latach 1900–1901 występował w krakowskim Teatrze Miejskim. Jednocześnie, wraz z grupą  literatów, dziennikarzy, amatorów i wychowanków swojej szkoły zaczął organizować Teatr Ludowy, który zainaugurował swoją działalność 8 grudnia 1900 roku w sali strzeleckiej przy ul. Lubicz. Z uwagi na brak stałej sceny, zespół występował na Podgórzu oraz grał w Wieliczce, Tarnowie i Nowym Sączu. W 1902 roku zespół otrzymał koncesję na otwarcie stałej sceny przy ul. Krowoderskiej w Krakowie; uroczysta inauguracja miała miejsce 31 marca 1902 roku. Latem tegoż roku Teatr występował m.in. w Bochni, Wieliczce, Tarnowie, Rzeszowie i Przemyślu, uruchomiono przy nim również kursy dramatyczne. Niestety, w listopadzie 1902 roku zespół został pozbawiony siedziby i jako grupa objazdowa występował m.in. w Tarnowie, Rzeszowie, Przemyślu, Jaśle, Krośnie, Nowym Sączu, Zakopanem, Stanisławowie i Złoczowie.

W 1903 roku Stanisław Knake-Zawadzki ustąpił ze stanowiska dyrektora Teatru Ludowego. Następnie występował w zespole lwowskiego Teatru Miejskiego (1903-1904), na scenach WTR oraz w Lublinie (1905). W 1906 roku grał i reżyserował w Kaliszu. Następnie, w latach 1907-1908 prowadził własne zespoły, m.in. we Włocławku i Tomaszowie Mazowieckim oraz występował gościnnie w Dąbrowie Górniczej. W okresie 1908–1920 ponownie był członkiem zespołów Warszawskich Teatrów Rządowych, grając również gościnnie w Kijowie, Lublinie, Łodzi, Lublinie, Kaliszu i Krakowie. Był również członkiem zarządu Zrzeszenia Artystów warszawskiego Teatru Rozmaitości (1918). W międzyczasie występował także w Teatrze Polskim w Wilnie (1912-1913) oraz prowadził własny zespół w Radomiu (1919).

Podczas wojny polsko-bolszewickiej występował w teatrze frontowym Karola Karlińskiego m.in. w Równem, Żytomierzu i Kijowie (1920). W latach 1920–1921 przebywał na Górnym Śląsku, grając w teatrze plebiscytowym. Następnie występował w Bydgoszczy (Teatr Miejski, 1922) oraz  Grodnie (1922). Lata 1923-1927 spędził w Sosnowcu, gdzie grał, reżyserował oraz pełnił funkcję dyrektora tamtejszego Teatru Miejskiego. Ostatnie role zagrał w 1927 roku w Płocku, a następnie zamieszkał w Domu Artystów Weteranów Scen Polskich w Skolimowie. W 1930 roku na łamach Sceny Polskiej opublikował szkic biograficzny pt. O sobie.
Stanisław Knake-Zawadzki był żonaty z Marią z Mańkowskich. Był również ojcem aktorów: Karola Karlińskiego oraz Mariana Mariańskiego. Został pochowany na warszawskim Cmentarzu ewangelicko-augsburskim.

## Filmografia
- Sąd Boży (1911) - scenariusz, reżyseria oraz rola Samuela
- Dzieje grzechu (1911) - Antoni Pochroń
- Halka (1913) - Stolnik
- Zaczarowane koło (1915)
- Carska faworyta (1918) - Konstanty Pawłowicz
- Krysta (1919) - ojciec Anielki
- Powrót (1920) - poseł Norski
- Czaty (1920) - wojewoda
- Tajemnica starego rodu (1928) - Maurycy, książę Zamiłło
- Pan Tadeusz (1928) - Sędzia Soplica